# Doste Maomé Cã (Afeganistão)
Doste Maomé Cã (pastó: em pastó: دوست محمد خان 23 de dezembro de 1793 - 9 de junho de 1863) foi o Emir do Emirado do Afeganistão entre 1826 e 1863. Ele primeiro governou de 1826-1839 e depois 1843-1863. Ele era o décimo primeiro filho de Sardar Pāiendá Cã (chefe da tribo Baraquezai) que foi morto por Zamã Xá Durrani em 1799. Ele era neto de Haji Jamal Cã, que fundou a Dinastia Baraquezai no Afeganistão.  Ele pertencia ao grupo étnico Pashtun.

## Antecedentes e ascensão ao poder
Doste Maomé Cã nasceu de uma família influente em 23 de dezembro de 1793. Seu pai, Payandá Cã, era chefe da tribo Baraquezai e um funcionário público no Império Durrani. A mãe de Dost Maomé Cã acredita-se ter sido xiita do grupo persa Quizilbache.
Seu irmão mais velho, o chefe dos Baraquezai, Faté Cã, assumiu um papel importante na elevação de Mamude Xá Durrani à soberania do Afeganistão em 1800 e em restaurar-lhe ao trono em 1809. Xá Mamude reembolsou os serviços Faté Cã por tê-lo assassinado em 1818, assim, incorrer na inimizade de sua tribo. Depois de um sangrento conflito, Xá Mamude foi privado de todos os seus bens, e Herat, o resto de seus domínios foi dividido entre os irmãos Faté Cã. Destes, Dost Mohammad recebeu Gásni, ao qual, em 1826, acrescentou Cabul, a mais rica das províncias afegãs.
Desde o início do seu reinado Dost Mohammad, teve de enfrentar as ambições expansionistas de um vizinho poderoso, Ranjite Singue, governador sique do Punjabe, para o efeito, ele explorou as ambições de Xujá Xá, o governante do ramo Durrani Sadozai destronado em 1809, que ainda esperava recuperar poder no Afeganistão. Em 1834 Xujá Xá fez uma última tentativa de recuperar seu reino. Ele foi derrotado por Doste Maomé Cã sob as paredes de Candaar, mas Maaraja Ranjite Singue aproveitou a oportunidade para anexar Peshawar. A recuperação desta fortaleza tornou-se grande preocupação do emir do Afeganistão.

## Problemas com a Índia Britânica

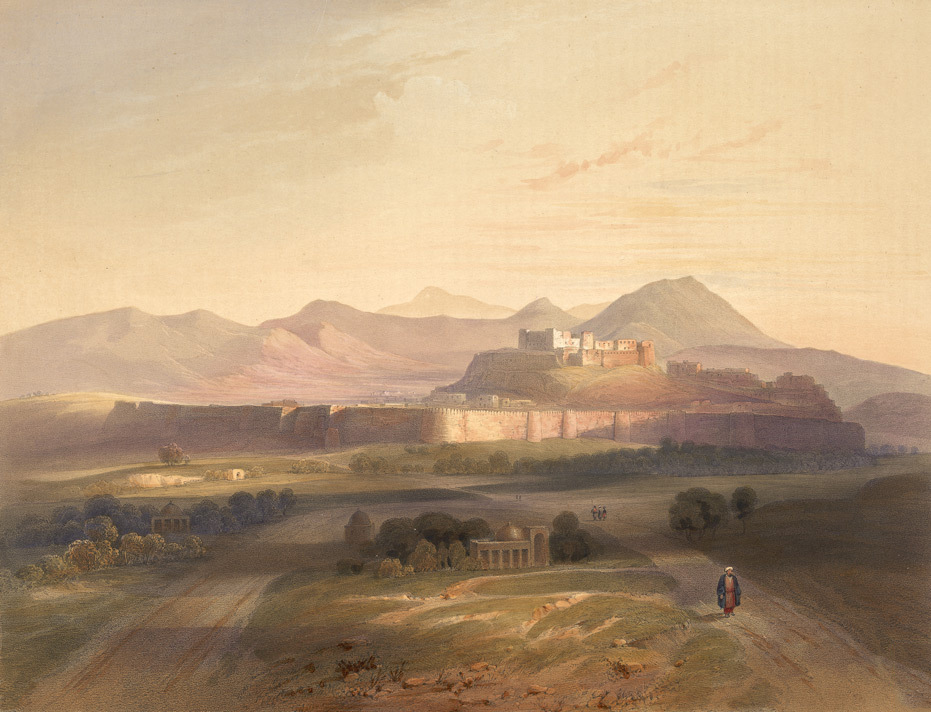
Ghazni, fortaleza de Doste Maomé Cã

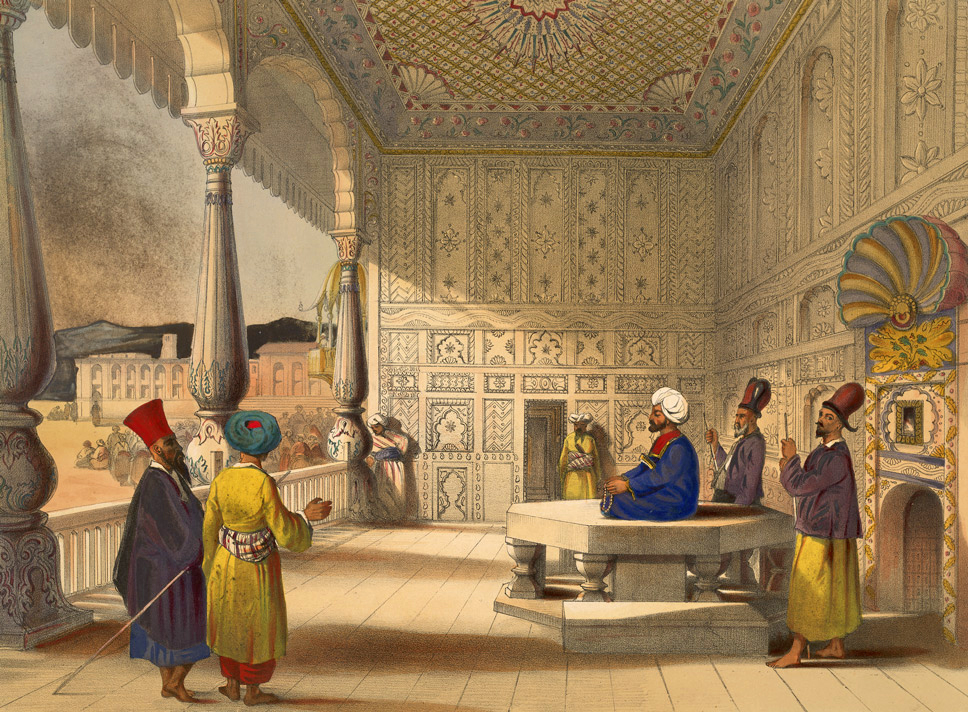
Il forte (Bala Hisar) de Kabul em 1839, época do reinado de Shujá Xá

Rejeitando aproximações da Rússia, ele esforçou-se para formar uma aliança com a Grã-Bretanha. Em setembro de 1837 ele recebeu a missão diplomática de Alexander Burnes, um oficial em serviço com os britânicos da Companhia das Índias Orientais. Burnes, no entanto, foi incapaz de convencer o governador-geral da Índia, Lord George Eden, de apoiar as pretensões do Emir. George Eden, preferiu seguir o conselho de Sir William Macnaghten, em favor da reintegração de Xá Xujá no trono do Afeganistão, mesmo que isso viesse a ocorrer por meios militares..
Dost Mohammad foi intimados a abandonar a tentativa de recuperar Peshawar, e a colocar a sua política externa sob a orientação britânica. Ele respondeu, renovando suas relações com a Rússia, e em 1838 Lord Auckland enviou as tropas britânicas contro o Afeganistão, iniciando a Primeira Guerra Anglo-Afegã.

## Cativeiro
Em março de 1839 o exército do anglo-indiano da Companhia Britânica das Índias Orientais sob o comando de  Cotton Willoughby invadiu o Afeganistão,  avançado através do desfiladeiro de Bolã Ao encontrar uma oposição insubsistente, os invasores capturaram Candaar, em 26 abril de 1839 e  Gásni em Julho. Quando Cabul caiu em agosto, Xujá Xá, o neto de Amade Xá, um antigo rei afegão, foi instalado no trono do Afeganistão, em vez de Doste Maomé, já que o mesmo entregou-se para os britânicos em 04 de novembro de 1840, Dost Mohammed foi então enviado para o exílio na Índia, permanecendo em cativeiro durante a ocupação britânica.
Em 2 de novembro de 1841, Aquebar Cã, filho de Doste Maomé Cã, liderou uma revolta com sucesso contra Xá Xujá e as guarnições indiano-afegãs no país. Uma expedição punitiva anglo-indiana reforçou guarnições por um curto período, mas em Dezembro de 1842, os britânicos tiveram de deixar definitivamente o país. Doste Maomé, em seguida, foi libertado de sua prisão e recuperou o seu trono.

## O segundo reinado
Ele foi posto em liberdade, em consequência da vontade do governo britânico de abandonar a tentativa de intervir na política interna do Afeganistão. Em seu retorno de Hindustan, Dost Mohammad foi recebido em triunfo em Cabul, e pôs-se a re-estabelecer sua autoridade sobre uma base firme. Em 1846 ele renovou sua política de hostilidade para os britânicos e se aliou aos Sikhs. No entanto, após a derrota de seus aliados em Gujrat em 21 de fevereiro de 1849, ele abandonou seus projetos e levou suas tropas de volta para o Afeganistão. Em 1850 ele conquistou Balkh, e em 1854 adquiriu o controle sobre as tribos do sul do Afeganistão capturando Candaar.
Em 30 de março de 1855 Dost Mohammad inverteu a sua política anterior mediante a celebração de uma aliança com o governo britânico, assinada por Sir Henry Lawrence, Comissário Chefe do Punjab, proposta inicialmente por Herbert Edwardes.
Em 1857, ele declarou guerra contra a Pérsia em conjunto com os britânicos, e em julho foi concluído um tratado pelo qual a província de Herat foi colocada sob um príncipe Baraquezai.
Durante o motim indiano, Dost Mohammad se absteve de apoiar os insurgentes e assim, ganhou a gratidão dos britânicos.  Seus últimos anos foram perturbados por problemas em Herat e em Bucara, e em 1862 um exército persa, atuando em conjunto com Amade Cã, avançou contra Candaar. O velho emir chamou os britânicos em seu auxílio, e, colocando-se à frente de seus guerreiros, expulsou o inimigo de suas fronteiras. Em 26 de maio de 1863 ele capturou Herat, mas no 09 de junho, ele morreu de repente no meio da vitória, depois de atuar na história da Ásia Central durante quarenta anos. Ele nomeou como seu sucessor o seu filho, Xer Ali Cã.

## Citações
Temos homens e temos pedras em abundância, mas não temos nada mais.
Doste Maomé Cã para John Lawrence, primeiro Barão Lawrence